# Vioménil
Vioménil là một xã trong vùng Grand Est, thuộc tỉnh Vosges, quận Épinal, tổng Bains-les-Bains. Tọa độ địa lý của xã là 48° 05' vĩ độ bắc, 06° 10' kinh độ đông. Vioménil có điểm thấp nhất là 290 mét và điểm cao nhất là 467 mét. Xã có diện tích 23,59 km², dân số vào thời điểm 1999 là 158 người; mật độ dân số là 6,70 người/km².

## Thông tin nhân khẩu
| 1962 | 1968 | 1975 | 1982 | 1990 | 1999 |
| ---- | ---- | ---- | ---- | ---- | ---- |
| 166  | 200  | 157  | 136  | 172  | 158  |

## Nhân vật nổi tiếng
- Hervé Bazin